# Deflagrator
Ein Deflagrator (Hares Spirale, Kalorimotor) ist ein veralteter galvanischer Apparat (eine Zusammenschaltung Galvanischer Zellen) zur Erzeugung hoher Spannungen bei starken Strömen, um z. B. einen kurzschließenden Draht impulsartig zu verdampfen (vgl. Deflagration).
Der Deflagrator wurde von Robert Hare (1781–1858) entwickelt und von Sibrandus Stratingh vervollkommnet.
Ein Deflagrator wird zum Beispiel folgendermaßen beschrieben:
Vier Lagen gleicher Größe aus Tuch, Kupferblech, Tuch, Zinkblech werden gemeinsam spiralförmig fest zusammengerollt, so dass sich die beiden Metalle nirgends berühren. Beim Eintauchen in verdünnte Schwefelsäure entsteht ein galvanisches Element, das wegen des geringen inneren Widerstands infolge der großen Metallflächen einen hohen Strom erzeugen kann. Mehrere (bei Hare insgesamt zunächst 80, verteilt in 2 mal 40 in je einem Schwefelsäure-Trog) solcher Elemente werden in Serie geschaltet.
Später schaltete Hare sogar 250 solche, jedoch zu einer flachen Bauform abgeänderte galvanische Elemente zusammen und erzeugte u. a. einen elektrischen Lichtbogen zwischen Kohleelektroden und in Quecksilber. Er nannte das Gerät Deflagrator – vermutlich, weil er damit Eisendrähte explosionsartig verdampfen konnte.